# Park Narodowy Gran Sasso i Monti della Laga
Park Narodowy Gran Sasso i Monti della Laga (wł. Parco nazionale del Gran Sasso e Monti della Laga) – włoski park narodowy zlokalizowany na granicy Marchii Ankońskiej, Abruzji i Lacjum, w prowincjach: Ascoli Piceno, L’Aquila, Pescara, Rieti i Teramo.
Park został ustanowiony w 1991. Dyrektorem jest Arturo Diaconale.

## Terytorium
Park obejmuje obszar górski o powierzchni 148,935 ha. Na terenie parku znajduje się masyw Gran Sasso d’Italia oraz łańcuch Monti della Laga, sąsiadujący od północy z głównym grzbietem Apeninów Środkowych.
Góry Gran Sasso są częścią Apeninów, leżą ok. 130 km na wschód od Rzymu. Ich południową część zajmuje rozległy (80 km²) płaskowyż Campo Imperatore położony na wysokości ok. 1600–2000 m n.p.m., zwany przez Włochów „Małym Tybetem”. Na północy Campo Imperatore znajduje się mały hotel, w którym więziony był Benito Mussolini, obserwatorium astronomiczne oraz mały ogród botaniczny (3500 m2) utworzony w 1952. W kotlinie poniżej północnego zbocza Corno Grande znajduje się lodowiec Calderone. Jest to najbardziej wysunięty na południe lodowiec w Europie, a jego powierzchnia zmniejsza się prawdopodobnie w wyniku ocieplania się klimatu.
Obszar parku podzielony jest na 11 dystryktów (wł. distretto):
1. Tra i due regni (wł. między dwoma królestwami), dystrykt obejmuje dawny teren graniczny pomiędzy Państwem Kościelnym i Królestwem Obojga Sycylii (stąd nazwa).
2. Cascate e boschi (wł. wodospady i lasy).
3. Strada Maestra (wł. Główny Gościniec), dystrykt obejmuje teren dawnej drogi SS 80, łączącej L’Aquila z Teramo.
4. Valle siciliana (wł. dolina sycylijska).
5. Grandi Abbazie (wł. Wielkie Opactwa), bierze swą nazwę od licznych zabytkowych kościołów, które udostępnione są dla zwiedzających.
6. Valle del Tirino (wł. Dolina Tirino).
7. Terre della Baronia (wł. Ziemie Baronii), z licznymi abruzyjskimi ufortyfikowanymi miasteczkami (wł. borgo), wśród których Santo Stefano di Sessanio.
8. Alte vette (wł. Wysokie góry).
9. Alta valle Aterno (wł. Górna Dolina Aterno).
10. Sorgenti del Tronto (wł. Źródła Tronto).
11. Via del Sale (wł. Droga Solna), fragment starożytnej Via Salaria.

### Gminy
9/10 terenu parku znajduje się w regionie administracyjnym Abruzja, obejmując prowincje Teramo, L’Aquila i Pescara oraz 41 gmin. Pozostały obszar leży w regionach Lacjum i Marchia, dając łącznie 44 gminy. Teren parku znajduje się na terenie następujących gmin:
- Prowincja L’Aquila – Barete, Barisciano, Cagnano Amiterno, Calascio, Campotosto, Capestrano, Capitignano, Carapelle Calvisio, Castel del Monte, Castelvecchio Calvisio, L’Aquila, Montereale, Ofena, Pizzoli, Santo Stefano di Sessanio, Villa Santa Lucia degli Abruzzi
- Prowincja Ascoli Piceno – Acquasanta Terme, Arquata del Tronto
- Prowincja Pescara – Brittoli, Bussi sul Tirino, Carpineto della Nora, Castiglione a Casauria, Civitella Casanova, Corvara, Farindola, Montebello di Bertona, Villa Celiera
- Prowincja Rieti – Accumoli, Amatrice
- Prowincja Teramo – Arsita, Campli, Castelli, Civitella del Tronto, Cortino, Crognaleto, Fano Adriano, Isola del Gran Sasso d’Italia, Montorio al Vomano, Pietracamela, Rocca Santa Maria, Torricella Sicura, Tossicia, Valle Castellana

### Szczyty
Masyw charakteryzuje się formami krasowymi (jaskinie), a zbudowany jest ze skał wapiennych. Cały region jest aktywny tektonicznie. Najwyższym wzniesieniem jest Corno Grande (szczyt zachodni) mające wysokość 2912 m n.p.m.. Następujące góry mają powyżej 2000 m wysokości (trzynaście najwyższych):
- Corno Grande, szczyt wschodni (2903 m)
- Corno Grande, szczyt centralny (2893 m)
- Corno Grande, Torrione Cambi (2875 m)
- Corno Piccolo (2655 m)
- Pizzo Intermesoli, Vetta (2635 m)
- Monte Corvo (2623 m)
- Monte Camicia (2564 m)
- Monte Prena (2561 m)
- Pizzo Cefalone (2533 m)
- Monte Aquila (2494 m)
- Pizzo Intermesoli, szczyt północny (2483 m)
- Monte Infornace (2469 m)
- Cima delle Malecoste (2444 m)

## Flora

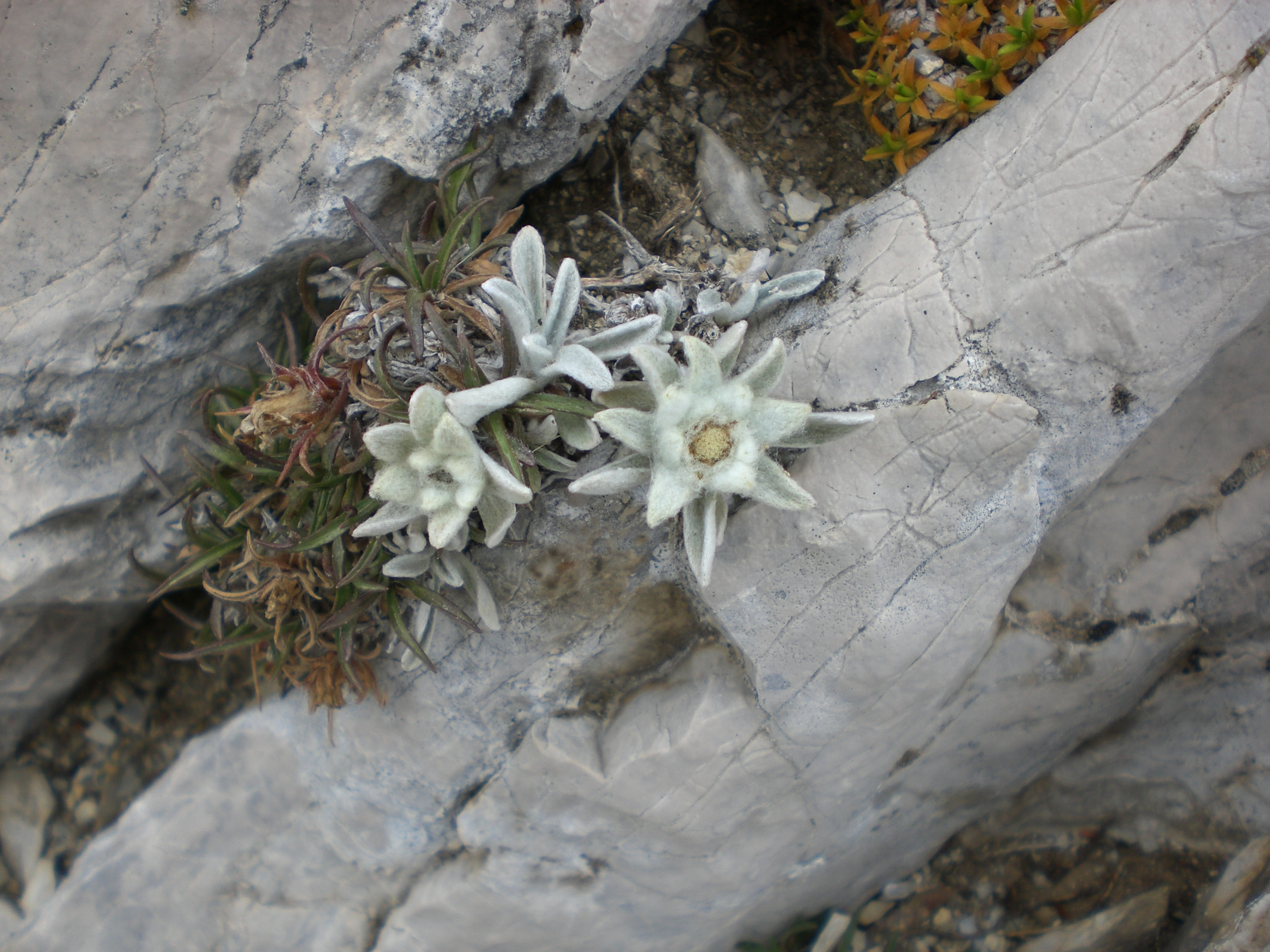
Szarotka na Monte Camicia

Park charakteryzuje się dużą różnorodnością florystyczną, w zależności od strefy i piętra klimatyczno-roślinnego. Przemieszczając się od strony południowo-wschodniej łańcucha Gran Sasso d’Italia (stok aquilański) ku części północno-zachodniej (stok teramański) z łatwością można zaobserwować, jak zmienia się szata roślinna.
W strefie południowo-wschodniej lasy porastają obszar na relatywnie niskiej wysokości. Dominują przede wszystkim drzewostany z sosny austriackiej i dęby (Castel Del Monte, Santo Stefano di Sessanio, Barisciano oraz San Pio delle Camere). Powyżej znajdują się już tylko pastwiska. W okolicach Fonte Vetica występują jodły i brzozy.
Na niższych wysokościach występują: dęby burgundzkie, dęby bezszypułkowe, jesiony mannowe, złotokapy zwyczajne, dzikie jabłonie, derenie jadalne, goryczki i jałowce (liczne na stokach Pizzo Cefalone 2533 m n.p.m.). Najwyższe tereny pokrywają łąki, obecne również na płaskowyżu Campo Imperatore.
Na północ od Gran Sasso (stok teramański) występują buki, przede wszystkim w okolicach Pietracamela u podnóża Corno Piccolo (2655 m n.p.m.). Liczne też są cisy, ostrokrzewy, klony, jarzęby oraz skupiska jodły pospolitej. Wymienić trzeba też wierzby, szarotki alpejskie, jaskry, pierwiosnki, maki, traganki, urdziki i zawilce.
Na Campo Imperatore i w okolicy Monte Cristo znajdywane są jesienią liczne pieczarki polne, borowiki oraz gąski.
Na stokach Monti della Laga występują buki, jodły, dęby, kasztany jadalne, klony, lipy, jesiony, wiązy, ostrokrzewy i rzadkie brzozy. Spotyka się też storczyki.

## Fauna

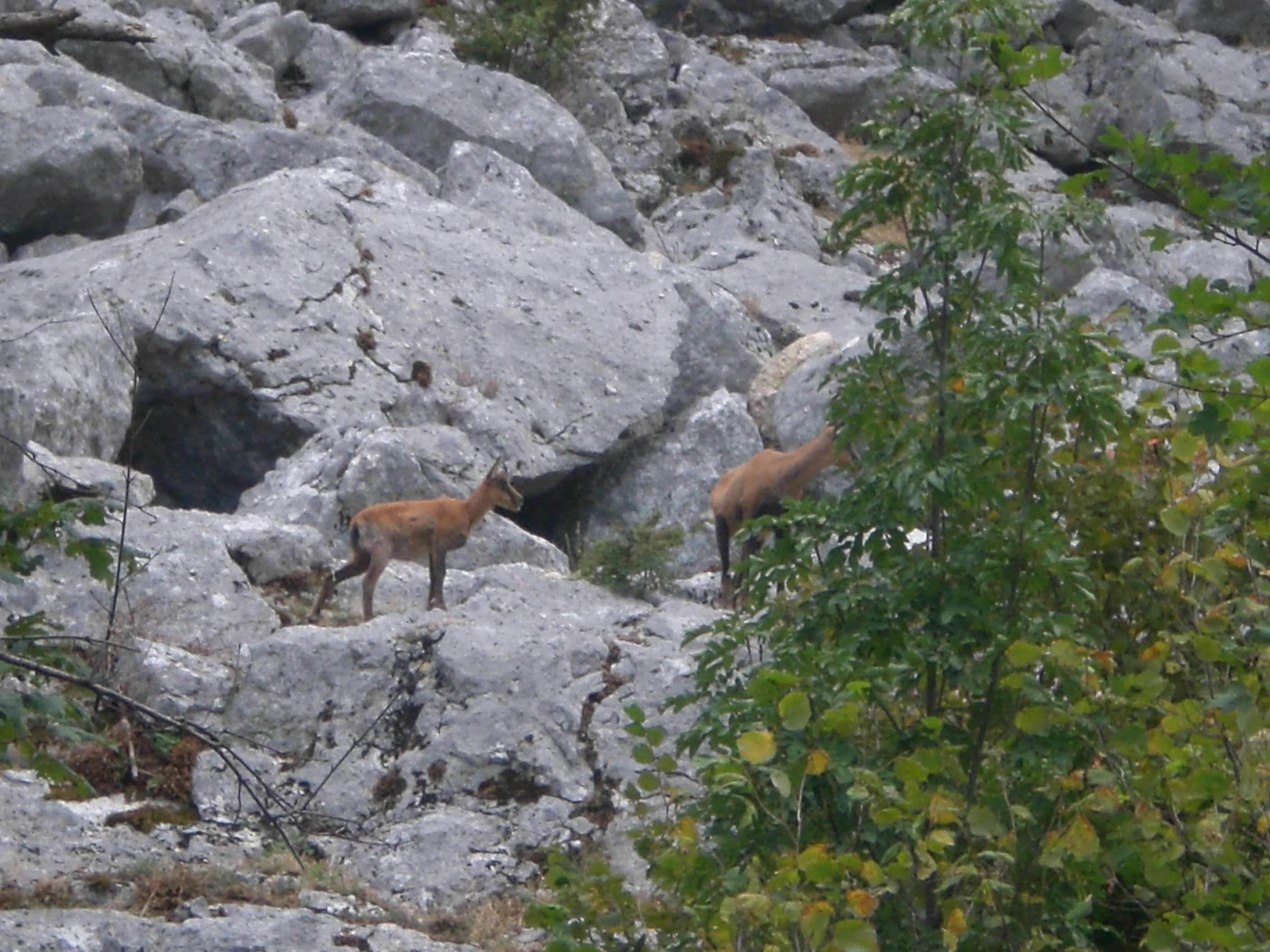
Kozice na Gran Sasso

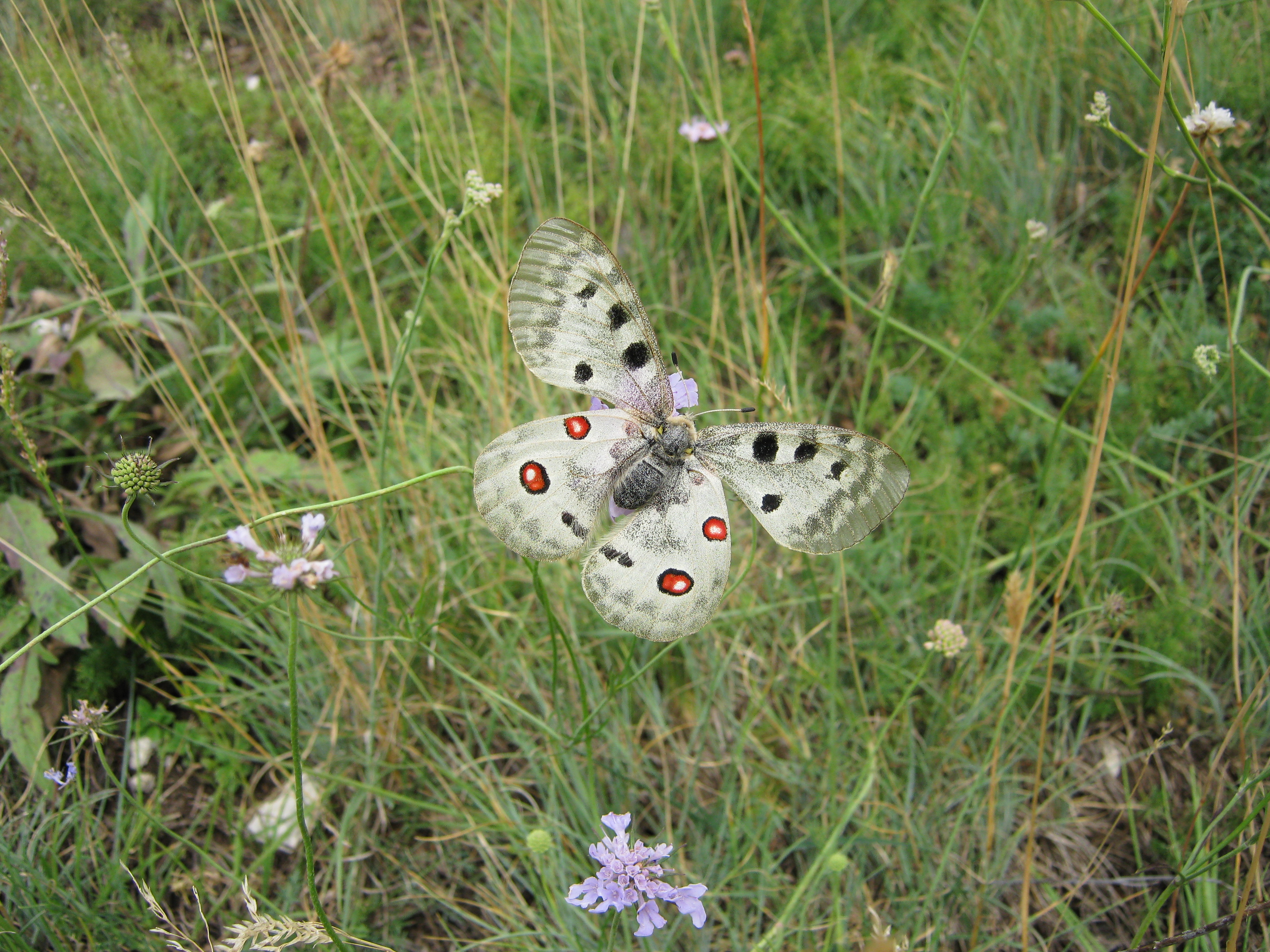
Niepylak apollo na Gran Sasso

Obszar chroniony zamieszkują liczne gatunki ssaków i ptaków. Charakterystycznym gatunkiem jest kozica apenińska Rupicapra pyrenaica ornata, podgatunek kozicy pirenejskiej. Ten endemiczny ssak kopytny Apeninów, w XIX w. miał swoją silną ostoję na Gran Sasso. Kłusownictwo przyczyniło się do całkowitego zniknięcia tego gatunku, który wprowadzano ponownie w latach 1992–1999. Populacja kozicy na Gran Sasso liczy obecnie 200 osobników.
Na terenie parku występują: jelenie szlachetne, sarny europejskie, wilki italijskie. Te ostatnie próbują odbudowywać strukturę niewielkich watah. Pojawia się również niedźwiedź brunatny z podgatunku Ursus arctos marsicanus. Wśród innych ssaków występują: lisy, dziki, kuny, żbiki, borsuki, kuny, tchórze, jeżozwierze. W wyższych partiach występują norniki śnieżne, stanowiące relikt glacjalny.
Wśród ptaków występują na terenie parku: orły przednie, jastrzębie, sokoły wędrowne, rarogi górskie, pustułki, sokoły leśne, uszatki, śnieżki zwyczajne, świergotki górskie, świergotki łąkowe, płochacze halne. Liczne są też populacje: góropatwy skalnej, drozda skalnego, wieszczka i wrończyka. Ludność informowała też o sporadycznej obecności czaplowatych w okolicach Lago di Campotosto i w Crognaleto.
Wśród gatunków raptownie zanikających w Europie na pastwiskach i polach na terenie parku występują: ortolany, pośmieciuszki, świergotki polne, wróble skalne oraz gąsiorki.
Na murawach występują żmije łąkowe, węże Eskulapa i gniewosze plamiste. Endemiczne płazy Apeninów występujące w parku to: salamandra okularowa i zamieszkujące groty Speleomantes. Na Monti della Laga obecna jest żaba trawna oraz traszka górska. Inne płazy występujące na Monti della Lega to: Triturus carnifex z rodziny salamander oraz traszka zwyczajna.

## Drogi turystyczne
Na granicy pomiędzy masywem Gran Sasso i łańcuchem Della Lega terytorium parku przecina Strada Maestra del Parco (wł. Główna Droga Parkowa), łącząca prowincję L’Aquila z Teramo. Dla celów turystycznych wytyczono szlak konny Ippovia del Gran Sasso, który umożliwia okrążenie całego masywu na koniu, na rowerze górskim lub pieszo.